# Dammsdal

Dammsdal är en internatskola i Vingåker som drivs av landstinget i Södermanlands län. Verksamheten riktar sig främst till elever med Aspergers syndrom och andra typer av autism. Dammsdal har sina rötter i det skolhem för elever med utvecklingsstörning som under åren 1934-1968 fanns på Säfstaholms slott.
Eleverna bor på så kallade elevhem. Några elevhem ligger på skolområdet i sydvästra delen av Vingåker, andra ligger ute i Vingåker. De flesta elevhem är uppdelade i två delar, med ca 4-6 elever på varje sida.
Vistelsen på Dammsdal betalas av de kommuner där eleverna är folkbokförda. Om inte kommunerna själva kan tillhandahålla lämplig skolgång åt barnen/ungdomarna blir de skyldiga att betala för den i annan kommun.
Elevhemmen på Dammsdal är enligt följande:
- Furubo - högst upp på skolområdet. Plats för 6 elever. Uppdelat i 2 delar.
- Enebo - ligger precis nedanför Furubo. Plats för 6 elever. Uppdelat i 2 delar.
- Ängen - ligger på skolområdet längst ned. Plats för 8 elever. Uppdelat i 2 delar.
- Gränden- Lägenheter för eleverna med närhet till en baslägenhet där personal finns. Är ett trapphus i ett lägenhetskomplex på Orrgränd som ligger ute i Vingåkers samhälle.
- Almen - 2 sammansatta radhus på Lundgrens väg ute i Vingåkers samhälle. Plats för 4 elever.
- Eneroth - 2 sammansatta radhus på Eneroths väg ute i Vingåkers samhälle. Plats för 4 elever.
- Åsens gård (Träningsskolan) - Ligger i Hacksta på andra sidan vägen om Västra Vingåkers kyrka. Plats för 6 elever fördelat på ett stort hus (Huvudbyggnaden) och ett mindre hus (Flygeln). Man har även en till flygel på Åsens gård utan el och vatten. Den används som förråd och avses inte renoveras upp till elevhem.

Stängda eller rivna elevhem:
- Granebo
- Passgatan
- Aspen
- Kaplan
- Orangeriet
- Odin
- Vallgatan